# Todd Smith
Todd Smith – jedenasty studyjny album amerykańskiego rapera LL Cool J-a. Został wydany 11 kwietnia, 2006 roku.
Album zadebiutował na 6. miejscu notowania Billboard 200, sprzedając się w ilości 116.000 egzemplarzy. Swój debiut miał także na 79. w Wielkiej Brytanii oraz na 40. w Kanadzie. Todd Smith zatwierdzono jako złoto przez RIAA.

## Lista utworów
1. „It's LL And Santana” (featuring Juelz Santana) (Produced by Shea Taylor)
2. „Control Myself” (featuring Jennifer Lopez) (Produced by Jermaine Dupri)
3. „Favorite Flavor” (featuring Mary J. Blige) (Produced by Trackmasters)
4. „Freeze” (featuring Lyfe Jennings) (Produced by LL Cool J)
5. „Best Dress” (featuring Jamie Foxx) (Produced by The Neptunes)
6. „Preserve the Sexy” (featuring Teairra Mari) (Produced by Keezo Kane)
7. „What You Want” (featuring Freeway) (Produced by The Narcotics)
8. „I've Changed” (featuring Ryan Toby) (Produced by Trackmasters)
9. „Ooh Wee” (featuring Ginuwine) (Produced by Scott Storch)
10. „#1 Fan” (Produced by Trackmasters)
11. „Down the Aisle” (featuring 112) (Produced by Trackmasters)
12. „We're Gonna Make It” (featuring Mary Mary) (Produced by Bink)
13. „So Sick (Remix)” (Ne-Yo featuring LL Cool J) (Produced by Trackmasters) (US Bonus track)